# 塞提夫協定體育俱樂部
塞提夫协定体育俱乐部（法語：Entente Sportive de Sétif），简称ES塞提夫（ES Sétif），是一家位于阿尔及利亚塞提夫的职业足球俱乐部。俱乐部建于1958年。球队主体育场为1945年4月8日体育场。

## 球队战绩
- 阿爾及利亞足球甲級聯賽：8次
  - 1968年，1987年，2007年，2009年，2012年，2013年，2015年，2017年
- 阿尔及利亚盃：7次
  - 1963年，1964年，1967年，1968年，1980年，1989年，2010年，2012年
- 阿尔及利亚超级杯（英语：Algerian Super Cup）：2次
  - 2015年，2017年
- 阿拉伯聯賽冠軍盃：2次
  - 2007年，2008年
- 非洲冠军联赛：2次
  - 1988年，2014年
- 非洲超級盃：1次
  - 2015年
- 非洲亚洲俱乐部锦标赛：1次
  - 1989年
- 北非冠軍聯賽：1次
  - 2009年
- 北非优胜者杯（英语：North African Cup Winners Cup）：1次
  - 2010年
- 北非超级杯（英语：North African Super Cup）：1次
  - 2010年